# Combeaufontaine
Combeaufontaine település Franciaországban, Haute-Saône megyében. Lakosainak száma 555 fő (2022. január 1.). Combeaufontaine Semmadon, Arbecey, Confracourt, Cornot, Gourgeon és La Neuvelle-lès-Scey községekkel határos.

## Népesség
A település népességének változása:
| Lakosok száma | 546  | 530  | 588  | 542  | 546  | 542  | 544  | 539  | 555  |
|               | 2013 | 2015 | 2016 | 2017 | 2018 | 2019 | 2020 | 2021 | 2022 |